# William Henry Phelps
William Henry Phelps (Nueva York, Estados Unidos 14 de junio de 1875 - Caracas, Venezuela, 8 de diciembre de 1965) fue un ornitólogo, explorador, y empresario de origen estadounidense que cartografió montañas y ríos al sur de Venezuela. William Phelps fundó la Colección Ornitológica William Phelps, ubicada desde 1949 en Sabana Grande. Actualmente sigue siendo la colección ornitológica más importante de América y la más importante colección privada del área en el mundo entero.
Al mismo tiempo, descubrió cientos de nuevas especies tropicales de pájaros y creó una inmensa colección de especímenes ornitológicos que más tarde donó al Museo de Historia Natural de Nueva York.
Phelps escribió más de 300 artículos sobre ornitología y publicó la Lista de Aves de Venezuela, con su Distribución, que aún es el libro más completo sobre aves de Venezuela.

## Biografía
Nacido en Nueva York Estados Unidos, estudió en la Universidad de Harvard. Hacia finales del siglo XIX se le presenta la necesidad de información para el desarrollo de su tesis de grado, por lo que un amigo, el teniente Wirt Robinson, que había visitado la Isla de Margarita en 1895, así como su tutor Frank Michler Chapman, le aconsejan y animan a que viaje a Venezuela en donde existe un paraíso de aves en la zona boscosas de las montañas, de esta manera en el verano de 1896 emprende un viaje de exploración ornitológica a Venezuela.
Visita las ciudades Puerto Cabello y La Guaira, para adentrarse al interior desde Cumaná. Desde esta última ciudad se desplaza hacia el cerro de Turimiquire en el oriente del país donde estudia numerosas variedades de aves. Al terminar un largo recorrido por los estados Sucre y Monagas, queda fascinado con el país y sus aves. En San Antonio de Maturín, conoce a la familia Tucker, de ascendencia inglesa y se enamora de una de las hijas, Alicia Elvira.
Retorna a los Estados Unidos con un pequeño cargamento de especímenes que colecta en la región oriental de Venezuela la cual terminará entregando un par de años después a Chapman en el American Museum of Natural History (AMNH), los mismos especímenes sirven primero de base para su trabajo de grado y su primera publicación, en la cual colabora Chapman – “Birds observed on a collecting trip to Bermúdez, Venezuela. By W. H. Phelps. With critical notes and descriptions of two new species, by F. M. Chapman”.
Luego de terminar sus estudios al graduarse Phelps regresa a Venezuela en 1897, a casarse y establecerse en San Antonio de Maturín. Allí inicia un negocio de café y nacen sus dos primeros hijos, John y William Henry (Billy). Billy fue su principal compañero de trabajo y colaborador en todo lo que concierne a asuntos ornitológicos.
El país de ese entonces, mayormente rural y sencillo, ofrece infinidad de posibilidades al espíritu emprendedor e ingenioso de Phelps. Años de constante labor lo llevan a construir una serie de empresas, con las que termina levantando una cómoda fortuna. Fue pionero en el país en importar maquinarias llegando a ser representante para Venezuela de las máquinas de coser Singer y de las máquinas de escribir Underwood.
Funda en Caracas El Almacén Americano el cual pronto adquiere notoriedad por ser, entre otras cosas, la más importante agencia distribuidora en Venezuela de los automóviles marca Ford desde 1911. Para la década de 1920, El Almacén Americano se convierte en el símbolo de los nuevos patrones de consumo que se generalizan en el país.
En 1930, William H. Phelps funda la 1 Broadcasting Caracas, primera emisora comercial de radio de Venezuela, la cual era patrocinada por la empresa norteamericana RCA Víctor, esta emisora radial se convertirá en 1935, en Radio Caracas Radio. Al retirarse, a fines de la década de 1930, Phelps ya con 62 años decide retornar a su primera vocación: la ornitología.
En 1937, patrocina y acompaña una expedición del AMNH al Auyantepui. Esta legendaria expedición, de logística complicada, duró cuatro meses, y en ella participaron, además de los Phelps padre e hijo, George H. Tate y James A. Dillon, mastozoólogos del AMNH, y los ornitólogos William F. Coultas y E. Thomas Gilliard.
En 1938 funda la Colección Phelps continuada por su hijo William H. Phelps Jr. y su esposa Kathleen Phelps. Se le considera la colección ornitológica más grande de América Latina y la privada más extensa del mundo . Es un recurso de estudio obligatorio sobre aves tropicales para los expertos que desean conocer más sobre esta área. Actualmente la Colección Phelps cuenta con un patrimonio de 80.000 ejemplares de aves en plumas, mil conservadas en alcohol y 1.500 esqueletos.
A la expedición al Auyantepui siguieron una serie de expediciones a diferentes regiones y estados del país en el siguiente orden cronológico:
- 1939 Expedición al estado Apure, luego a las montañas de la Sierra de Perijá en la frontera con Colombia y a varias localidades del Estado Lara y los estados andinos.
- 1940 Expedición al sur del estado Zulia y de nuevo los Andes desde estado Táchira hasta el estado Lara.
- 1941 Expedición de los estados andinos, explorando localidades en Mérida, Barinas, Táchira y Zulia.
- 1942 Exploración detallada de la región del lago de Valencia, y ese mismo año realiza dos expediciones al sur, una a la altiplanicie de Nuria y otra al río Paragua y el cerro Tigre, para luego cerrar el año con un viaje al estado Lara.
- 1943 Exploración del estado Aragua; Expedición a la región del río Cataniapo en el estado Amazonas.
- 1944 Expedición al tepui Ptari-tepui.
- 1945 regresa a la región del Río Paragua y al Cerro Guaiquinima.

Organizó más de 100 expediciones que proporcionaron, además de lo referente a la avifauna, valiosos conocimientos sobre la geografía y flora de Venezuela. De las expediciones va surgiendo, poco a poco, una colección de miles de especímenes, que los dos Phelps organizan y estudian cuidadosamente. Publicó 78 trabajos sobre la avifauna del país y descubrió más de 200 variedades nuevas.
En 1950 publicó, junto con su hijo, William H. Phelps Jr., su obra Listas de aves de Venezuela con su distribución. Uno de los picos de la sierra Palo Yuca, limítrofe con Brasil, lleva su nombre. Miembro de la Academia de Ciencias Físicas, Matemáticas y Naturales, en 1954.
William Henry Phelps murió a los 90 años, la noche del 8 de diciembre de 1965 en Caracas. Esa misma tarde, había estado discutiendo detalles de una publicación con su editor.

## Obra
- PHELPS T, WILLIAM H. 1944: “Las aves de Perijá”. Casa de Especialidades. Caracas
- PHELPS T, WILLIAM H. 1945: “Resumen de las colecciones ornitológicas en Venezuela”. Casa de Especialidades. Caracas
- PHELPS T, WILLIAM H. 1946: “Contribución del Dr. Frank M. Chapman a la ornitología venezolana”. Casa de Especialidades. Caracas
- PHELPS T, WILLIAM H. 1946: “Descripción de cuatro aves nuevas de los cerros Paraque y Ptri-Tepui y notas sobre Bubulcus ibis, Myioborus cardonal y Platy cichla leuocops”. Casa de Especialidades. Caracas
- PHELPS T, WILLIAM H. 1948: “Descripción de seis aves nuevas de Venezuela y notas sobre veinticuatro adiciones a la avifauna del Brasil”. Tipografía La Nación. Caracas
- PHELPS T, WILLIAM H. 1948: “Notas sobre aves venezolanas”. Tipografía El Compás. Caracas
- PHELPS T, WILLIAM H. 1953: “El posible hundimiento parcial de isla de Aves”. Litografía del Comercio, Caracas
- PHELPS T, WILLIAM H. 1958: “Las aves de la isla de Patos, con algunos documentos sobre la historia y la geología de la isla”. Sociedad Venezolana de Ciencias Naturales. Caracas
- PHELPS T, WILLIAM H. 1959: Las aves de la isla La Orchila. Editorial Sucre. Caracas
- PHELPS, W. H. & CHAPMAN, F. M. 1887: “Birds observed on a collecting trip to Bermúdez, Venezuela. By W. H. Phelps. With critical notes and descriptions of two new species, by F. M. Chapman”. The Auk. 14: 357- 371
- PHELPS, WILLIAM H. y PHELPS Jr., WILLIAM H. 1950: “Lista de las aves de Venezuela con su distribución, Parte 2. Passeriformes”. Boletín de la Sociedad Venezolana de Ciencias Naturales. 12:1-427
- PHELPS, WILLIAM H. y PHELPS Jr., WILLIAM H. 1958: “Lista de las aves de Venezuela con su distribución, Tomo 2. Parte 1. No-Passeriformes”. Boletín de la Sociedad Venezolana de Ciencias Naturales. 19:1-317
- PHELPS, WILLIAM H. y PHELPS Jr., WILLIAM H. 1959: “Two new subspecies of bird from the San Luis Mountain of Venezuela and distributional notes”. Proceedings of de Biological society of Washington. 72:121-126
- PHELPS, WILLIAM H. y PHELPS Jr., WILLIAM H. 1963: “Lista de las aves de Venezuela con su distribución, Tomo 1. Parte 2. Passeriformes”. Boletín de la Sociedad Venezolana de Ciencias Naturales. 24:1-479
- Phelps, William H. y PHELPS T, WILLIAM H. 1950: “Lista de las aves de Venezuela con su distribución, Parte 2. Passeriformes”. Boletín de la Sociedad Venezolana de Ciencias Naturales. 12:1-427
- PHELPS T, WILLIAM H. 1951: “Las aves de Bonaire”. Tipografía La Nación. Caracas
- PHELPS T, WILLIAM H. 1951: “Las aves de las islas Los Roques y Las Aves y descripción de un nuevo canario de mangle”. Tipografía La Nación, Caracas
- Phelps, William H. y PHELPS T, WILLIAM H. 1958: “Lista de las aves de Venezuela con su distribución, Tomo 2. Parte 1. No-Passeriformes”. Boletín de la Sociedad Venezolana de Ciencias Naturales. 19:1-317
- Phelps, William H. y PHELPS T, WILLIAM H. 1959: “Two new subspecies of bird from the San Luis Mountain of Venezuela and distributional notes”. Proceedings of de Biological society of Washington. 72:121-126
- Phelps, William H. y PHELPS T, WILLIAM H. 1963: “Lista de las aves de Venezuela con su distribución, Tomo 1. Parte 2. Passeriformes”. Boletín de la Sociedad Venezolana de Ciencias Naturales. 24:1-479